# Georg von Hertling

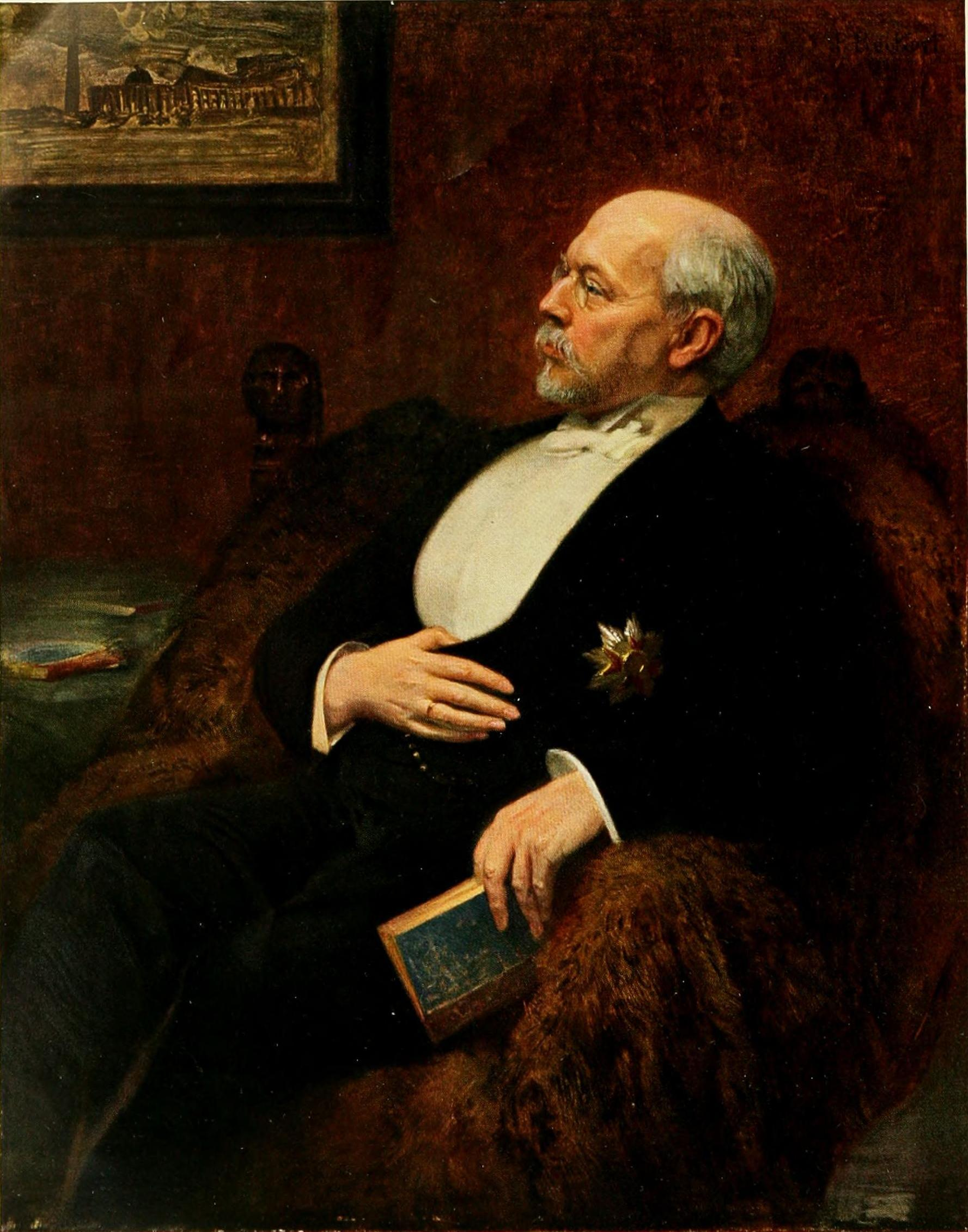
Georg von Hertling, gemalt von Paul Beckert (1908)

Georg Friedrich Karl Freiherr von Hertling, ab 1914 Graf von Hertling (* 31. August 1843 in Darmstadt; † 4. Januar 1919 in Ruhpolding, Oberbayern), war ein deutscher Politiker der Zentrumspartei. Unter anderen war er in Bayern Außenminister und Ministerpräsident. Während des Ersten Weltkrieges war Hertling danach vom 1. November 1917 bis zum 30. September 1918 Reichskanzler des Deutschen Kaiserreichs. 
Als erster Vorsitzender des Ministerrates von Bayern und als erster Reichskanzler war Hertling nicht parteilos.
Hertling gehörte zum konservativen Flügel seiner Partei. Selbst war er zwar gegen eine Parlamentarisierung des Regierungssystems. Doch das Kabinett Hertling kam trotzdem in Abstimmung mit den Mehrheitsparteien des Interfraktionellen Ausschusses zustande. Zuvor war Georg Michaelis der letzte Reichskanzler für einige Monate, den der Kaiser ohne Rücksprache mit dem Reichstag eingesetzt hatte. Hertlings Reichsleitung wurde im Oktober 1918 durch das ausdrücklich parlamentarisch gestützte Kabinett Baden abgelöst.

## Leben

### Vor der Politik
Georg von Hertling stammte aus einer katholischen, rheinhessischen kurmainzischen Beamtenfamilie, die auch in der Vorderpfalz ansässig war. Er war der Sohn des hessischen Hofgerichtsrates Jakob Freiherr von Hertling und seiner Frau Antonie (geb. von Guaita) und wurde in Darmstadt geboren. Sein Urgroßvater Johann Friedrich von Hertling war ab 1790 Geheimer Ratskanzler im Kurfürstentum Pfalz-Bayern gewesen. Seine Großmutter mütterlicherseits war Magdalena Maria Caroline Francisca Brentano, genannt Meline (1788–1861), die mit Georg Friedrich von Guaita (1772–1851) verheiratet war, dem mehrfachen Bürgermeister der Freien Stadt Frankfurt.
Die religiöse Erziehung durch seine Mutter ließ ihn erwägen, Priester zu werden. Hertling besuchte das Ludwig-Georgs-Gymnasium dort war er Schüler unter Direktor Christian Boßler, der das Institut in seinem humanistischen Charakter gegen die aufkommenden Naturwissenschaften bewahrte. Anschließend studierte er Philosophie in München, Münster und Berlin, wo er 1864 promoviert wurde.
Nach seiner Habilitation 1867 in Bonn wurde der bekennende Katholik wegen des Kulturkampfes dort erst 1880 auf eine außerordentliche Professur berufen. Diese Erfahrung trug dazu bei, dass sich Hertling führend an der Gründung der Görres-Gesellschaft zur Pflege der Wissenschaft im katholischen Deutschland beteiligte, deren Präsident er bis zu seinem Tode 1919 blieb. Hertling erhielt 1882 einen Ruf auf eine ordentliche Professur an der Universität München.
Hertling war einer der Vordenker der Bewegung der katholischen Studentenverbindungen. Er trat 1862 der KDStV Aenania München bei und dem katholischen Leseverein Berlin, der späteren KStV Askania Berlin, sowie später dem KStV Arminia Bonn. Seine Rede auf dem Katholikentag 1863 in Frankfurt, auf der er die Begriffe Religion, Wissenschaft und Freundschaft als Leitsätze eines katholischen Verbindungsstudenten vorstellte, gilt als Auslöser für die Gründung des Würzburger Bundes, aus dem später die Verbände Cartellverband und Kartellverband hervorgingen.
Von der Gründung 1893 bis 1911 war Hertling Präsident der Deutschen Gesellschaft für christliche Kunst.

### Familie
Georg von Hertling war verheiratet mit Anna Freiin von Biegeleben (1845–1919). Sie entstammte einer einflussreichen Beamtenfamilie. Ihre Eltern waren Engelbert Caspar Anton von Biegeleben (1798–1851), hessischer Oberappellations- und Kassationsgerichtsrat, und Edle Magdalena von Solemacher. Das Ehepaar Hertling hatte einen Sohn, Karl Graf von Hertling, Kgl. Bayer. Kammerherr, Rittmeister a. D., Regierungsrat, und fünf Töchter (davon eine früh verstorben). Eine Tochter war Maria Gisberta Freifrau von Weitershausen, geb. Freiin von Hertling (1877–1947), verheiratet mit Heinrich Freiherr von Weitershausen, Kgl. Preuß. Oberst a. D.
Georg von Hertling war ein Großneffe von Bettina von Arnim und Clemens Brentano. Die Schauspielerin Gila von Weitershausen (* 1944) ist seine Urenkelin. Georg von Hertlings Cousine Ignatia von Hertling (1838–1909) wirkte als Oberin der Klarissen-Kapuzinerinnen und gründete das Anbetungskloster Bethlehem in Koblenz-Pfaffendorf. Ein Cousin seines Großvaters war der bayerische Kriegsminister Franz Xaver von Hertling (1780–1844).

### Abgeordneter und bayerischer Ministerpräsident

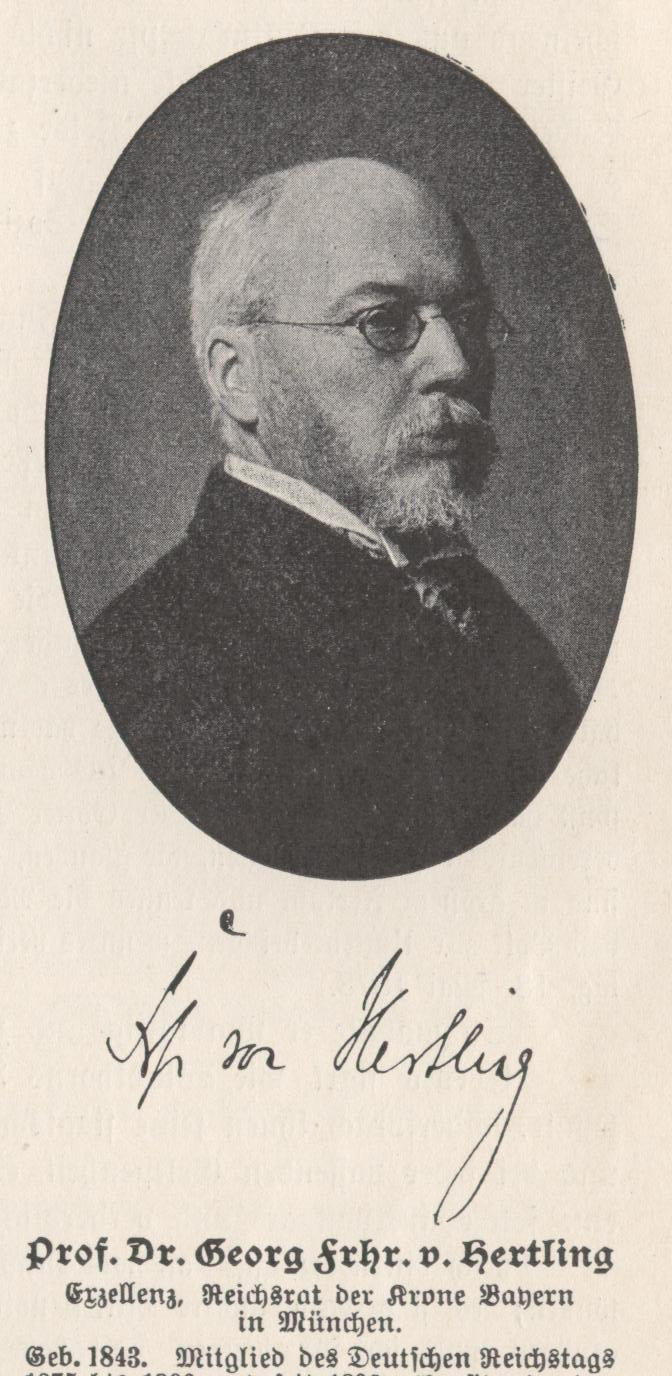
Georg von Hertling als Reichstagsabgeordneter, 1911

Neben die akademische war bei Hertling auch eine politische Tätigkeit getreten; er gehörte von 1875 bis 1890 und von 1896 bis 1912 als Vertreter des Zentrums dem Reichstag an. Dort widmete er sich erst sozialpolitischen, später vor allem außen- und finanzpolitischen Fragen. Von 1909 bis 1912 war er, der sich für die Aussöhnung des deutschen Katholizismus mit dem preußisch-protestantisch geprägten Nationalstaat einsetzte, Vorsitzender der Zentrumsfraktion. Als Reichsrat auf Lebenszeit war Hertling zudem von 1891 bis 1918 Mitglied der Kammer der Reichsräte, der ersten Kammer des bayerischen Landtages.
Am 9. Februar 1912 berief der Prinzregent Luitpold Hertling zum Vorsitzenden des bayerischen Staatsministeriums und Außenminister, also zum Ministerpräsidenten. Die Beauftragung eines Vertreters der Mehrheitsfraktion im Landtag mit dem Amt des Regierungschefs deutete auf eine beginnende Parlamentarisierung Bayerns hin. Bei den Wahlen 1912 lagen die Liberalen mit 22 Abgeordneten nur mehr an dritter Stelle hinter dem Zentrum (84) und den Sozialdemokraten (24). Anders als sein liberalerer Vorgänger Clemens von Podewils-Dürniz verfügte Hertling über eine sichere parlamentarische Basis. Er bildete das Kabinett Hertling.
Die Soziale Frage gehörte zu den dringlichsten Probleme der Politik und 1913 waren von der bayerischen Regierung Pläne zur staatlichen Unterstützung Arbeitsloser ausgearbeitet worden, die aber in der Kammer der Reichsräte scheiterten. Anfang 1914 kam es daher in ganz Bayern zu Demonstrationen.
Nachdem der österreichische Thronfolger Franz Ferdinand im Juni 1914 in Sarajevo einem Attentat zum Opfer gefallen war, war jedoch in der Sitzung des bayerischen Ministerrats am 15. Juli die Lage auf dem Balkan kein Thema. Und als der württembergische Ministerpräsident Karl von Weizsäcker anregte, den Bundesratsausschuss einzuberufen, um eine gemeinsame Position der kleineren Bundesstaaten zu finden, winkte man in München ab. Gleichwohl gab es bereits umfangreiche Gesandtschaftsberichte der bayerischen Gesandtschaft in Berlin unter Graf Lerchenfeld.
Während des Ersten Weltkriegs unterstützte Hertling die Positionen des Reichskanzlers Theobald von Bethmann Hollweg. Vermutlich von dem von ihm verehrten Großadmiral Tirpitz vorgeschoben, schlug der Oldenburger Großherzog Friedrich August als ein Wortführer der Annexionisten bereits im März 1915 dem Bayerischen König vor, im Namen der deutschen Fürsten von Wilhelm II. die Entlassung des seiner Meinung nach zu schwachen Reichskanzlers Bethmann-Hollweg zu verlangen, der einem „deutschen Frieden“ im Wege stehe. Ludwig III., der selbst auch Bayern nach einem Sieg vergrößern wollte, ging darauf aber nicht ein, da diese Initiative Hertling zu verhindern wusste.
Der schwelende Konflikt zwischen Bauern und Stadtbewohnern im Zuge der Nahrungsmittelknappheit während des Krieges wurde auch im Bayerischen Landtag zwischen den Parteien ausgetragen und führte im Dezember 1916 zu Ministerrücktritten. Die soziale Lage Bayerns verschlechterte sich zunehmend.
Die Ablösung Erich von Falkenhayns durch Erich Ludendorff und Paul von Hindenburg am 29. August 1916 (3. OHL) brachte einen Wechsel in der Politik der OHL gegenüber dem Bayerischen Kriegsministerium und der bayerischen Wirtschaft: Am 31. August 1916 wurde das Hindenburg-Programm verkündet, das drastische Maßnahmen zur Steigerung der Wirtschaftskraft verlangte. Dieses von Hindenburg und Ludendorff eingerichtete Programm entsprach nun einer Militärdiktatur. Die massive Stärkung der Reichsgewalt ging nun auch mit einer enormen Schwächung der politischen Handlungsmöglichkeit der Bundesstaaten einher.
Nach dem Sturz Bethmann Hollwegs im Juli 1917 lehnte Hertling die Übernahme der Reichskanzlerschaft zunächst ab. Erst nach dem Scheitern von Bethmanns Nachfolger Georg Michaelis übernahm der körperlich bereits hinfällige Hertling Anfang November 1917 doch noch die Ämter des Reichskanzlers und preußischen Ministerpräsidenten. Zunächst war geplant gewesen, Michaelis dabei das Amt in Preußen zu belassen, was jedoch keine Mehrheit fand. In Bayern folgte Hertling nun der parteilose Otto von Dandl nach.

### Reichskanzler und preußischer Ministerpräsident
Hertling hatte vom 27. bis zum 30. Oktober 1917 in Berlin unter anderem mit Vizekanzler Helfferich und den Parteiführern verhandelt. Der konservative Zentrumspolitiker erklärte sich mit dem (vage formulierten) Minimalprogramm einverstanden und damit, einige Vertreter der Mehrheitsparteien in die Kabinette zu berufen. Im Einklang mit den Mehrheitsparteien bestand er aber darauf, sowohl Reichskanzler als auch Ministerpräsident zu werden. Die Berater des Kaisers konnten nicht mehr anders als dem Kaiser die Ernennung Hertlings zu empfehlen. Am 1. November entließ der Kaiser Michaelis und ernannte Hertling zum Nachfolger in beiden Ämtern.
Hertling gehörte dem rechten Flügel der Zentrumsfraktion an, der im Gegensatz zum linken die Parlamentarisierung entschieden ablehnte. Er sah in ihr auch die Gefahr, dass sie den Föderalismus aushöhlen und die Sozialdemokraten stärken würde. Seine Reichskanzlerschaft bedeutete, dass sich diejenige Richtung in Zentrum und linksliberaler Fortschrittlicher Volkspartei durchsetzte, die Rücksicht auf die Sonderrechte der deutschen Bundesstaaten nehmen wollte. Dennoch stellte die Regierung Hertling (seit 1. November 1917) einen wichtigen Schritt zur Parlamentarisierung des Reiches dar, da der neue Kanzler sein Regierungsprogramm vorab mit den Mehrheitsparteien des Reichstages abstimmen musste. Das Zentrum erhielt Zeit, sich an ein „proto-parlamentarisches Regiment“ und die Zusammenarbeit mit SPD und Linksliberalen zu gewöhnen.
Mit dem Linksliberalen Friedrich von Payer als Vizekanzler und dem Nationalliberalen Robert Friedberg als stellvertretendem preußischen Ministerpräsidenten wurden zwei altgediente Parlamentarier als Verbindungsmänner zu den Parteien in die Kabinette aufgenommen. Die Sozialdemokraten blieben außerhalb der Regierung, um die Regierungsbildung nicht zu erschweren. Für die Verbindung von SPD und Regierung war ebenfalls Friedrich von Payer zuständig.
In Hertlings Amtszeit kam es zu einigen wichtigen Schritten in Richtung Parlamentarisierung und Demokratisierung, zum Beispiel eine anvisierte Wahlreform mit Elementen eines Verhältniswahlrechts. Insgesamt aber war die SPD mit ihm unzufrieden, weil der Einfluss der Obersten Heeresleitung (OHL) (der militärischen Spitze) unverändert groß war und die Reformen nur langsam vorangingen. Ende September 1918 hatte Hertling das Vertrauen der SPD endgültig verloren; sie wollte nur unter einem Politikwechsel in die Regierung eintreten. Auch die Regierungen von Bayern und Baden meinten, dass Hertling nicht der geeignete Mann für eine konsequente Friedenspolitik war. Die Fortschrittliche Volkspartei dachte nicht anders, wollte aber die Koalition nicht gefährden.

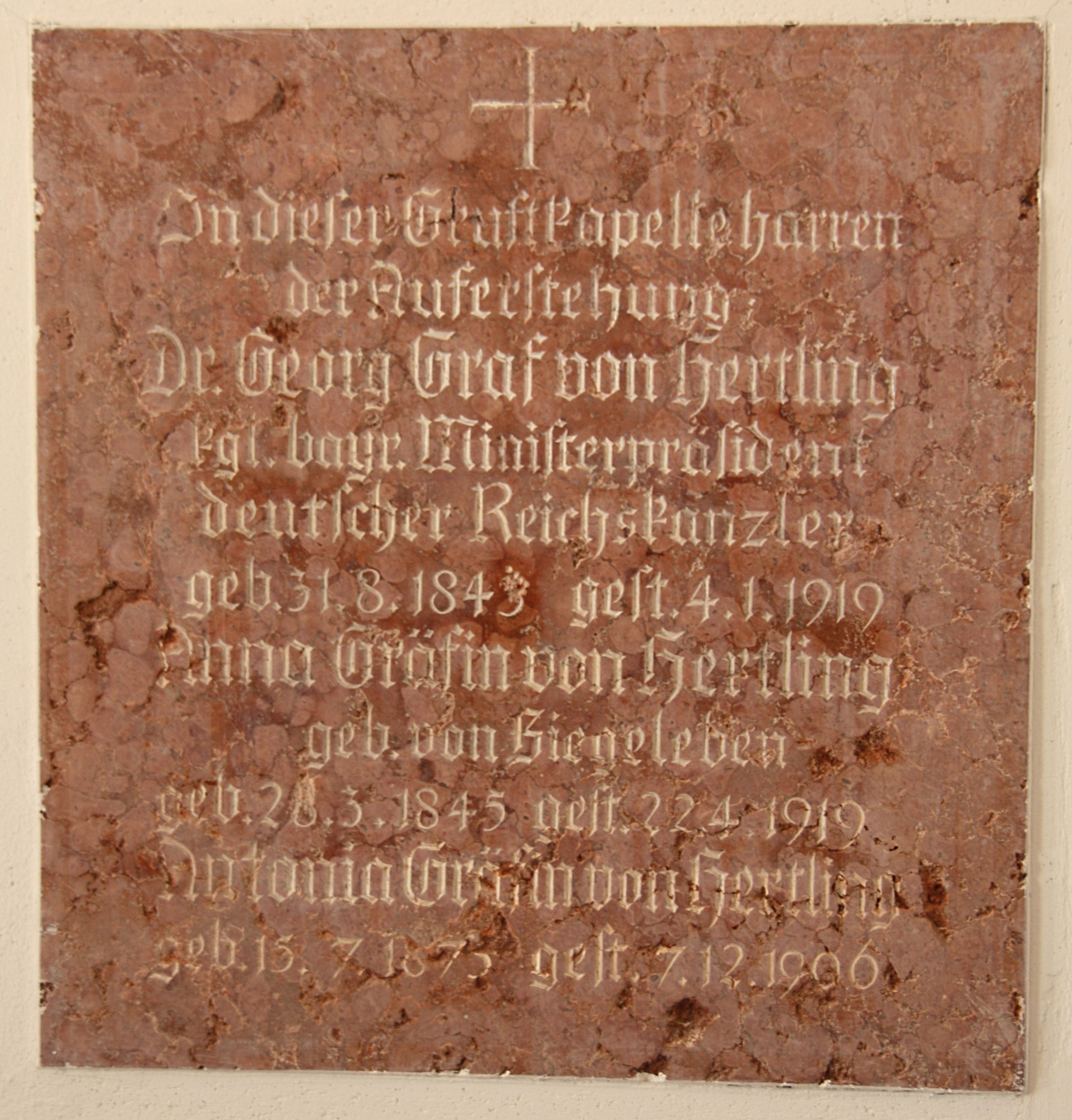
Grabtafel für Hertling in Ruhpolding

Angesichts der sich verschlechternden militärischen Lage forderten die Parteien des Interfraktionellen Ausschusses, darunter auch Hertlings eigene Zentrumspartei, Verhandlungen über einen Separatfrieden mit den Alliierten, der keine Annexionen umfassen solle, sowie eine Parlamentarisierung des Reiches: Durch eine Verfassungsänderung sollte die Regierung vom Vertrauen des Reichstags abhängig gemacht werden. Hertling war entschlossen, gegen diese Forderungen Widerstand zu leisten. Im September forderte sein bayerischer Amtsnachfolger Dandl die Ablösung Hertlings als Reichskanzler, als Hertling, über den die Ereignisse zunehmend hinweggingen, die bayerische Friedensinitiative zum Entsetzen des Kronprinzen Rupprecht unbeantwortet gelassen hatte. 
Am 26. September 1918 informierten jedoch Abteilungsleiter im Generalstab den Staatssekretär im Außenministerium, Paul von Hintze, über die aussichtslose militärische Lage – vorbei an OHL-Generalquartiermeister Erich Ludendorff, aber auch ohne Reichskanzler Hertling einzubinden. Hintze erarbeitete ein Konzept zur Revolution von oben. Als auch die OHL am 28. September eine breitere Basis für die Regierung forderte, wohl um die Verantwortung für die Niederlage den demokratischen Parteien aufzubürden, saß Hertling zwischen allen Stühlen. Besiegelt wurde das Ende seiner Kanzlerschaft am 29. September in Spa im Großen Hauptquartier. Am 30. erging ein Erlass des Kaisers zur Parlamentarisierung. Nachfolger Hertlings wurde am 3. Oktober Prinz Max von Baden, der Wunschkandidat seines Vizekanzlers Payer.

### Tod
Georg von Hertling starb drei Monate später in seiner Wahlheimat Ruhpolding. Er wurde dort in der Gruftkapelle des Bergfriedhofs beigesetzt.
In Darmstadt wurde eine Straße (49° 55′ 0,3″ N, 8° 38′ 49,2″ O) nach ihm benannt.

## Schriften
- unter dem Pseudonym „G. F. von Hoffweiler“: Sicilien. Schilderungen von Gegenwart und Vergangenheit. Verlag Alfons Leipzig 1870, illustriert mit Holzschnitten von Alfred Metzener.
- Das Princip des Katholizismus und die Wissenschaft. Grundsätzliche Erörterungen aus Anlaß einer Tagesfrage, Freiburg: Herder, 1899.
- Recht, Staat und Gesellschaft. 1906, Neuausgabe: Björn Bedey (Hrsg.), Severus, Hamburg 2011, ISBN 978-3-86347-093-7.
- Historische Beiträge zur Philosophie. Joseph Anton Endres (Hrsg.), 1914, Neuausgabe: Björn Bedey (Hrsg.), Severus, Hamburg 2011, ISBN 978-3-86347-033-3.
- Erinnerungen aus meinen Leben. (1919–1920) Digitalisat: Band I, Band II.